# Ronde van Vlaanderen 1919
De 3e editie van de Ronde van Vlaanderen werd verreden op 23 maart 1919 over een afstand van 230 km met start in Gent en aankomst in Gentbrugge. De gemiddelde uursnelheid van de winnaar was 29,915 km/h. Van de 47 vertrekkers bereikten er 23 de aankomst. Het was de eerste editie nadat de ronde in de Eerste Wereldoorlog enkele malen niet verreden was. 

## Hellingen
- Tiegemberg
- Kwaremont

## Uitslag
| Rang | Renner             | Land      | Ploeg             | Tijd      |
| ---- | ------------------ | --------- | ----------------- | --------- |
| 1    | Henri Vanlerberghe | België    | Legnano-Pirelli   | 7u 41'18" |
| 2    | Léon Buysse        | België    | geen              | op 14'    |
| 3    | Jules Vanhevel     | België    | geen              | z.t.      |
| 4    | Frits Wiersma      | Nederland | geen              | z.t.      |
| 5    | Albert Dejonghe    | België    | geen              | z.t.      |
| 6    | Aviel Cocquyt      | België    | geen              | z.t.      |
| 7    | Alois Verstraeten  | België    | Bianchi - Pirelli | z.t.      |
| 8    | Laurent Seret      | België    | geen              | op 21'52" |
| 9    | Theodore Arvent    | België    | geen              | op 23'00" |
| 10   | Basile Matthys     | België    | geen              | op 26'00" |

1913 · 
1914 · 
1915 · 
1916 · 
1917 · 
1918 · 
1919 · 
1920 · 
1921 · 
1922 · 
1923 · 
1924 · 
1925 · 
1926 · 
1927 · 
1928 · 
1929 · 
1930 · 
1931 · 
1932 · 
1933 · 
1934 · 
1935 · 
1936 · 
1937 · 
1938 · 
1939 · 
1940 · 
1941 · 
1942 · 
1943 · 
1944 · 
1945 · 
1946 · 
1947 · 
1948 · 
1949 · 
1950 · 
1951 · 
1952 · 
1953 · 
1954 · 
1955 · 
1956 · 
1957 · 
1958 · 
1959 · 
1960 · 
1961 · 
1962 · 
1963 · 
1964 · 
1965 · 
1966 · 
1967 · 
1968 · 
1969 · 
1970 · 
1971 · 
1972 · 
1973 · 
1974 · 
1975 · 
1976 · 
1977 · 
1978 · 
1979 · 
1980 · 
1981 · 
1982 · 
1983 · 
1984 · 
1985 · 
1986 · 
1987 · 
1988 · 
1989 · 
1990 · 
1991 · 
1992 · 
1993 · 
1994 · 
1995 · 
1996 · 
1997 · 
1998 · 
1999 · 
2000 · 
2001 · 
2002 · 
2003 · 
2004 · 
2005 · 
2006 · 
2007 · 
2008 · 
2009 · 
2010 · 
2011 · 
2012 · 
2013 · 
2014 · 
2015 · 
2016 · 
2017 · 
2018 · 
2019 · 
2020 · 
2021 · 
2022 · 
2023 · 
2024
Lijst van beklimmingen